# کتابخانه و موزه ریاست جمهوری هربرت هوور

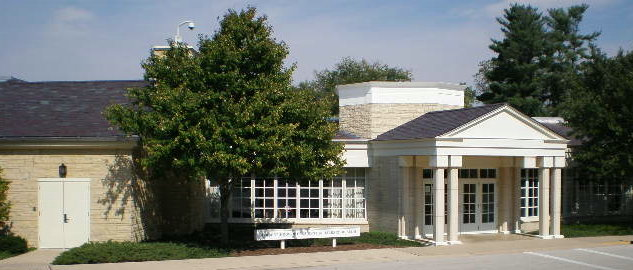
ساختمان اصلی کتابخانه

موزه و کتابخانه ریاست جمهوری هربرت هوور (به انگلیسی: Herbert Hoover Presidential Library and Museum) یک مرکز فرهنگی و کتابخانه اسناد دولتی دوران ریاست جمهوری هربرت هوور است.
این مرکز فرهنگی در ایالت آیووا قرار دارد.